# Georges Anex
Georges Anex, né le 25 mars 1916 à Bâle et mort le 26 août 1991, est un critique littéraire vaudois.

## Biographie
Fils de Jean Anex, rédacteur du Journal d'Yverdon, Georges Anex est né le 25 mars 1916 à Bâle. Licencié en théologie et en lettres de l'Université de Lausanne, il devient professeur de littérature française au gymnase de la Cité à Lausanne de 1956 à 1981. Critique littéraire, il écrit pour le Journal de Genève une chronique bimensuelle relative aux parutions romanesques pendant plus de vingt ans.
Grand amateur de lecture, sa prédilection va aux textes les plus singuliers, de Samuel Beckett à Jean-Marc Lovay. Sa critique, écrite dans une langue claire et élégante, dégage les enjeux de l'œuvre qu'elle décrit, en découvre les prolongements plus qu'elle ne la juge. Préfacier des œuvres des plus grands auteurs romands, Corinna Bille, Charles-Albert Cingria, Jacques Chessex pour ne citer qu'eux, il est l'auteur du Lecteur complice, cinquante chroniques de littérature française, 1966-1991 et de L'arrache-plume, chroniques de littérature romande, 1965-1980.

## Sources
- « Georges Anex », sur la base de données des personnalités vaudoises sur la plateforme « Patrinum » de la Bibliothèque cantonale et universitaire de Lausanne.
- Histoire de la littérature en Suisse romande, sous la dir. de Roger Francillon, t. 2, [p. 246, 267, 273]; t. 3, [p. 28, 50-51]; t. 4, [p. 47, 74, 106]
- Journal de Genève 1980/10/25, 1991/10/26 [BCU/Doc.vaudoise/bs/2011/03]